# Chlamydospore

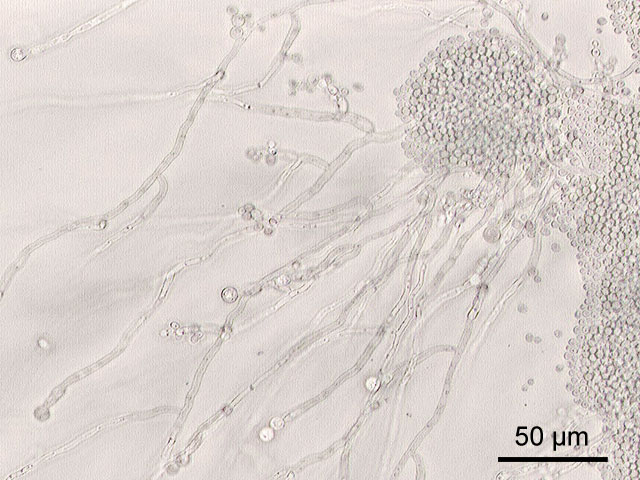
Mikroskopische Aufnahme einer Candida-albicans-Kultur. Chlamydosporen sind als helle, runde Bläschen an den Enden der Hyphenketten zu erkennen

Eine Chlamydospore (von altgriechisch χλαμύς chlamys „Mantel“) ist eine asexuell durch Mitose gebildete Pilzspore, die der Überdauerung des Organismus, weniger seiner Verbreitung dient. Sie zeichnet sich durch besonders dicke Zellwände und eine regelmäßige, meist kugelige Form aus. Chlamydosporen können auch ohne Versorgung mit Nährstoffen lange Perioden überstehen, ohne ihre Keimfähigkeit zu verlieren. Da sie asexuell gebildet werden, werden sie häufig unter dem Begriff der Konidien subsumiert. Eine ähnliche Funktion wie Chlamydosporen erfüllen Gemmen, die aber keine regelmäßige Form aufweisen. Da die Begriffe oftmals synonym gebraucht werden, kann man sie in der Literatur oft nicht klar voneinander unterscheiden.

## Entstehung und Aufbau
Chlamydosporen im engeren Sinne werden durch eine Umwandlung von Hyphenzellen gebildet. Dabei verdichtet sich zunächst stellenweise das Zellplasma und umgibt sich mit einer regelmäßigen Zellwand, die meist dick und pigmentiert ist. Die Zellwand der Hyphenzelle bleibt dabei erhalten und bildet den zusätzlichen, namensgebenden Mantel der Spore. Die Chlamydospore wird nicht vom Myzel abgetrennt, sondern bleibt mit den angrenzenden Hyphenzellen verbunden. Erst wenn die umgebenden Zellen austrocknen, absterben oder aufgelöst werden, wird die Chlamydospore freigesetzt. Wenn die äußeren Umstände ein Wachstum wieder zulassen, keimt die Chlamydospore in ein neues Myzel.

## Begriffliche Abgrenzung
Der Begriff der Chlamydospore bezieht sich sowohl auf die Funktion der Überdauerung als auch auf die Form der Spore. Anders als Konidien dienen sie nicht hauptsächlich der Verbreitung. Im Gegensatz zu Gemmen werden Chlamydosporen regelmäßig gebildet und besitzen eine mehr oder weniger gleichmäßige, kugelige Form. Von einigen Mykologen werden Chlamydosporen häufig unter Konidien subsumiert oder mit Gemmen gleichgesetzt, was eine genaue Begriffsbestimmung erschwert. Gelegentlich werden auch Aleuriosporen, die einen anderen Entlassungsmechanismus aufweisen und meist der Verbreitung dienen, als Chlamydosporen bezeichnet.

## Klassifizierung
Abhängig von ihrer Entstehung werden Chlamydosporen in drei verschiedene Kategorien unterteilt:
- Terminale Chlamydosporen werden im Endsegment eines Hyphenfadens gebildet.
- Interkaläre Chlamydosporen werden in Zwischensegmenten eines Hyphenfadens gebildet. Sie lassen sich häufig nicht klar von Gemmen abgrenzen.
- Sessile (gestielte) Chlamydosporen werden in stielartigen Auswüchsen eines Hyphenfadens gebildet.

## Quelle